# 入来院重聡
入来院 重聡（いりきいん しげさと）は、戦国時代の武将。入来院氏11代当主。

## 生涯
入来院重豊の嫡子として誕生。本貫地である薩摩国入来院の他に、薩摩では永利名山田・草原・田崎・天辰（以上、現・薩摩川内市）・羽島（現・いちき串木野市）、大隅国では平松・森山・前原（以上、現・姶良市）を領し、筑前国・筑後国にも飛び地を有していた。
重聡は延徳2年（1490年）8月21日に家督を相続、これより守護・島津氏方として忠勤し、永正7年（1510年）に12代守護島津忠治より隈之城を与えられている。享禄2年（1529年）には、薩州家の島津実久と戦い、百次・山田（共に現・薩摩川内市）以西を攻略した。
このころ島津家は、守護職を与えられた島津貴久と、守護職復帰を企てる島津勝久、守護簒奪を企図する島津実久の三派に分かれるが、重聡は享禄3年（1530年）より島津忠良・貴久父子に従い軍功を為し、以後より終生変わらずこれに付き従う。また、享禄・天文の頃、忠良の所望により自身の娘（雪窓夫人）を貴久に嫁がせた。雪窓夫人は島津四兄弟といわれる貴久の男子のうち、義久・義弘・歳久の三名を生んでいる。
天文5年（1536年）7月、度々の軍功により百次城を、天文6年（1537年）3月には郡山城を安堵される。その後、天文6年（1537年）1月の伊集院竹山城攻めなどにも参加し忠孝を為したが、天文8年（1539年）閏6月に貴久が市来平城を攻め落とすと、老体のために軍労を果たせないことを理由に暇を申し出て、嫡子・重朝に後事を託した。天文年間（1532年 - 1555年）に病死した。